# Abdominoplastia

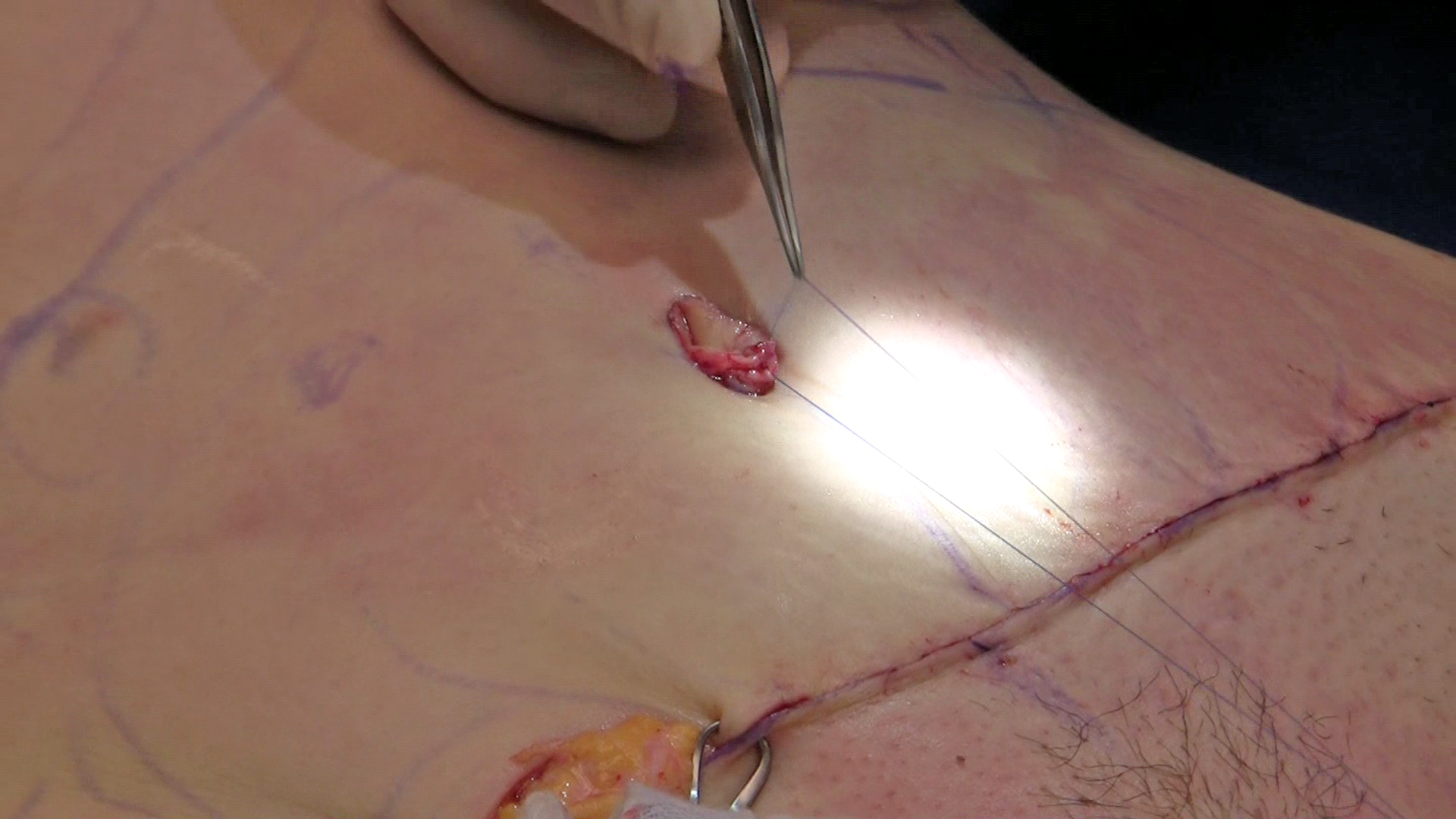
Reconstrução do umbigo após a cirurgia de abdominoplastia

Abdominoplastia é um procedimento cirúrgico estético realizado para remover gordura e pele em excesso do abdômen, geralmente por causas estéticas. A cirurgia envolve a retirada do excesso de pele e gordura do abdômen médio e inferior para tensionar o músculo e a fáscia da parede abdominal. Esse tipo de cirurgia geralmente é procurado por pacientes com tecidos soltos ou flácidos após a gravidez ou uma grande perda de peso.

## Procedimento
As operações de abdominoplastia variam em escopo e frequentemente são subdivididas em categorias. Dependendo da extensão da cirurgia, uma abdominoplastia completa pode durar de duas a quatro horas. A abdominoplastia parcial (mini-abdominoplastia) pode ser concluída entre uma e duas horas.

### Abdominoplastia completa
Em geral, uma abdominoplastia completa segue estas etapas:
1. Uma incisão é feita de quadril a quadril logo acima da região pubiana.
2. Outra incisão é feita para liberar o umbigo da pele ao redor.
3. A pele é separada da parede abdominal para revelar os músculos e a fáscia a serem tensionados. A parede da fáscia muscular é apertada com suturas.
4. A lipoaspiração é frequentemente usada para refinar as zonas de transição da escultura abdominal.
5. Um curativo e às vezes uma cinta de compressão são aplicados e qualquer excesso de fluido do local é drenado.

### Abdominoplastia parcial
Uma abdominoplastia parcial (ou mini) procede da seguinte forma:
1. Uma incisão menor é feita.
2. A pele e a gordura do abdômen inferior são destacadas de forma mais limitada da fáscia muscular. A pele é esticada para baixo e o excesso de pele removido.
3. Às vezes, a haste do umbigo é dividida do músculo abaixo e o umbigo desliza para baixo na parede abdominal.
4. Às vezes, uma parte da parede da fáscia do músculo abdominal é tensionada.
5. A lipoaspiração é frequentemente usada para contornar a zona de transição.
6. A aba é costurada de volta no lugar.

### Abdominoplastia estendida
Uma abdominoplastia estendida é uma abdominoplastia completa mais uma elevação lateral da coxa. A cicatriz resultante sai da linha axilar posterior (ao colocar as mãos abertas nos quadris, os polegares encontram-se ao longo da linha axilar posterior). A operação faz todo o contorno abdominal de uma abdominoplastia completa e permite uma melhoria adicional do flanco (cintura), bem como suavizar o contorno da parte superior lateral da coxa.

### Abdominoplastia de alta tensão lateral
Esta é uma técnica avançada que leva um pouco mais de quatro horas e meia para ser executada. A abdominoplastia convencional contrai os músculos em uma linha vertical. Nesse novo método, conhecido como abdominoplastia de alta tensão lateral, além do tensionamento vertical, os músculos são tensionados horizontalmente. O resultado final com esta técnica é um abdômen dramaticamente plano com cintura significativamente melhor definida.

### Abdominoplastia flutuante ou técnica FAB
Essa nova técnica, também conhecida como abdominoplastia estendida, permite o aperto e a modelagem por meio de uma incisão menor que não é colocada ao redor do umbigo. Por meio dessa incisão menor, o excesso de pele é removido e o umbigo é temporariamente destacado, flutuando acima dos músculos durante esse processo. Os músculos são tensionados e remodelados do esterno à área púbica. A pele é então esticada e o umbigo é recolocado, ou movido um ou dois cm para baixo, se desejado. A lipoaspiração também pode ser realizada para atingir os resultados desejáveis.

### Abdominoplastia circunferencial
A abdominoplastia circunferencial é uma abdominoplastia estendida mais um elevador de nádega. A cicatriz resultante percorre todo o corpo, e a operação também é chamada de Lipectomia de Correia ou levantamento da parte inferior do corpo. Esta operação é mais apropriada para pacientes que sofreram grande perda de peso.

### Procedimentos de combinação
Uma abdominoplastia pode ser combinada com a lipoaspiração para fazer uma lipoabdominoplastia e vários outros procedimentos.

## Recuperação
- Depende do problema a ser tratado, técnica(s) cirúrgica(s) e outros fatores. Pode levar de uma a quatro semanas e os pacientes são aconselhados a tirar pelo menos uma parte desse tempo de recuperação do trabalho.[8]
- É melhor evitar levantamento de peso durante este período.[8]
- Inicialmente, pode haver hematomas e desconforto.[8]
- Uma cinta abdominal de suporte ou roupa de compressão pode minimizar o inchaço/hematomas e apoiar os tecidos reparados. Esta roupa de compressão também é eficaz para ajudar a pele na área tratada a se adaptar ao seu novo formato.[22]
- Os pacientes são aconselhados a evitar todas as formas de nicotina por um mês ou mais antes da cirurgia e também durante o período de recuperação.[7]
- A recuperação completa leva de três a seis meses, com o desaparecimento das cicatrizes posteriormente. As cicatrizes podem parecer vermelhas e proeminentes no início, mas com os devidos cuidados, elas se curam em uma linha fina e prateada.[22]

## Riscos e complicações
A abdominoplastia acarreta certos riscos que podem ser sérios ou fatais. Ao tomar a decisão de se submeter a tal procedimento, é recomendável comparar os benefícios com os riscos e complicações potenciais. Portanto, todos os pacientes devem ser informados de todos os riscos aos quais estão se expondo. No entanto, ocorrem complicações graves em casos raros e incluem coágulos sanguíneos, trombose, complicações cardíacas e pulmonares ou infecção. Os possíveis riscos da abdominoplastia incluem:
- Hemorragia;
- Acumulo de fluido;
- Má cicatrização de feridas;
- Perda de pele;
- Dormência ou outras mudanças na sensação da pele;
- Complicações da anestesia;
- Descoloração da pele e/ou inchaço prolongado;
- O tecido adiposo encontrado profundamente na pele pode morrer (necrose adiposa);
- Separação da ferida principal;
- Assimetria;
- Frouxidão recorrente da pele;
- Dor, que pode persistir;
- Edemas persistente nas pernas;
- Danos nervosos;
- Possibilidade de cirurgia revisional;
- Hematomas;
- Queloide;
- Seroma;
- Ruptura de sutura;
- Inchaço;
- Cicatriz visível;
- Morte.[28]

## Imagens adicionais

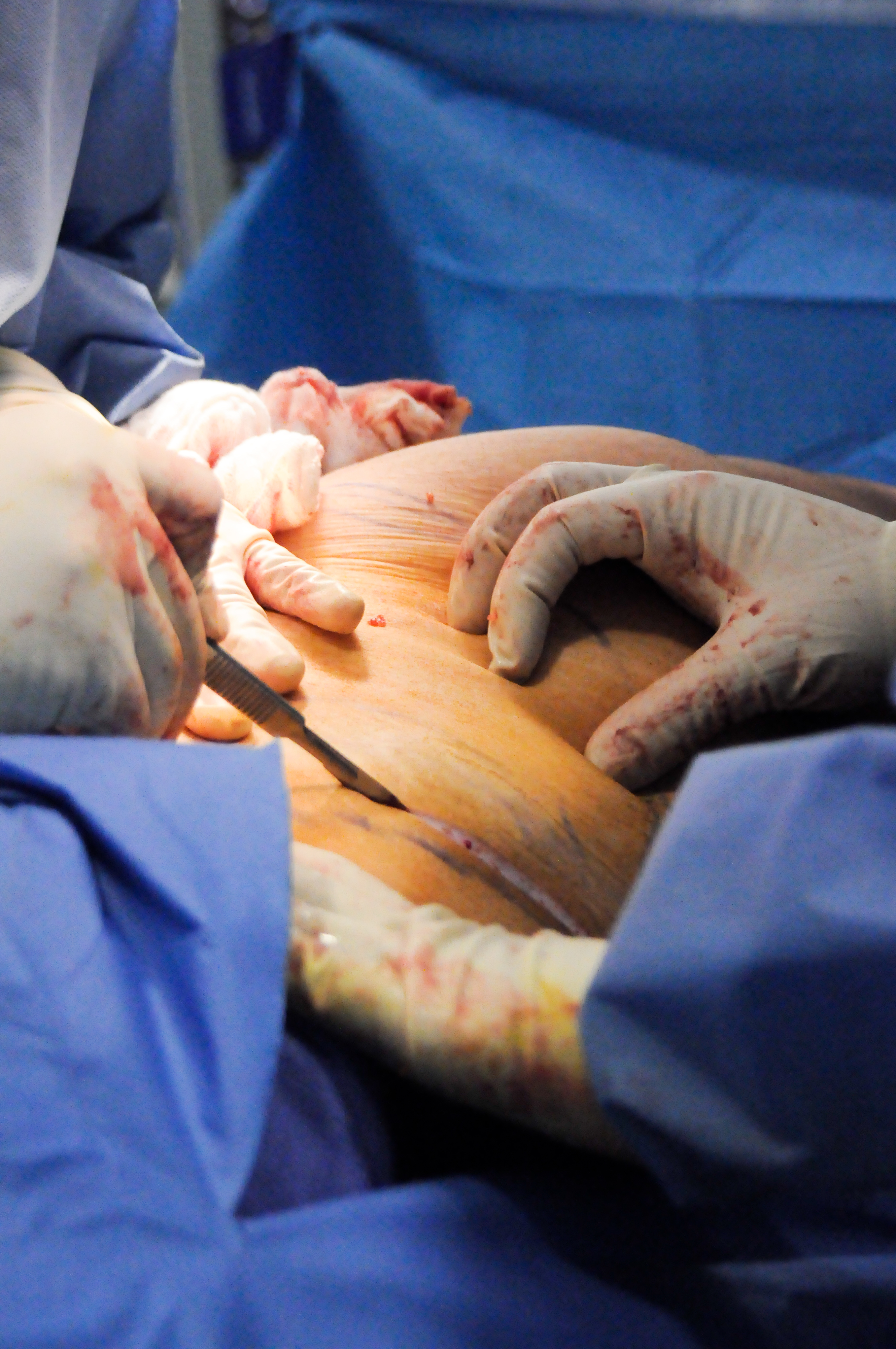
Fazendo a incisão inicial na parte inferior do abdômen.
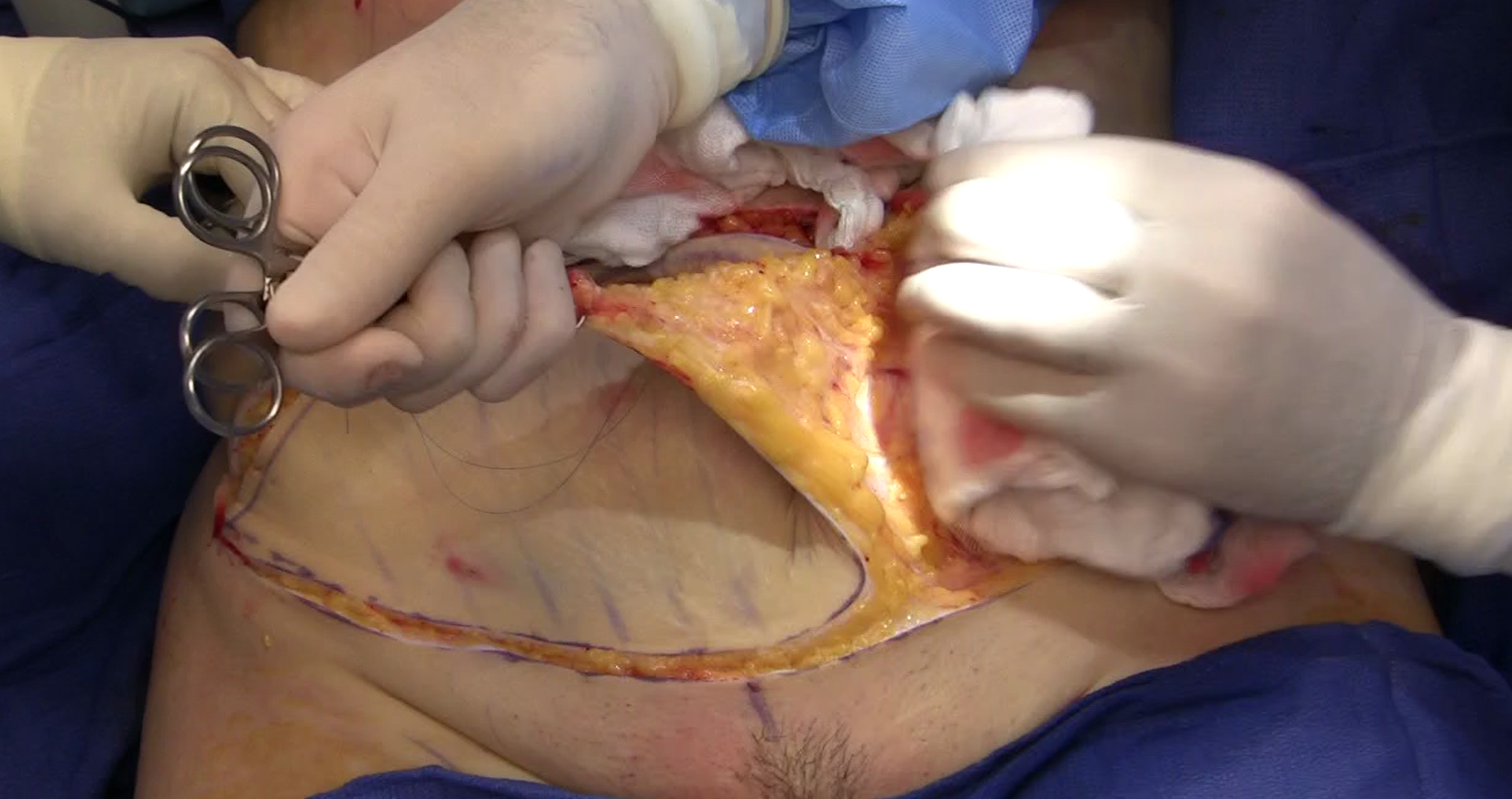
A remoção de quase 100 centímetros quadrados de pele do abdômen de uma mulher de 40 anos durante uma cirurgia de abdominoplastia.
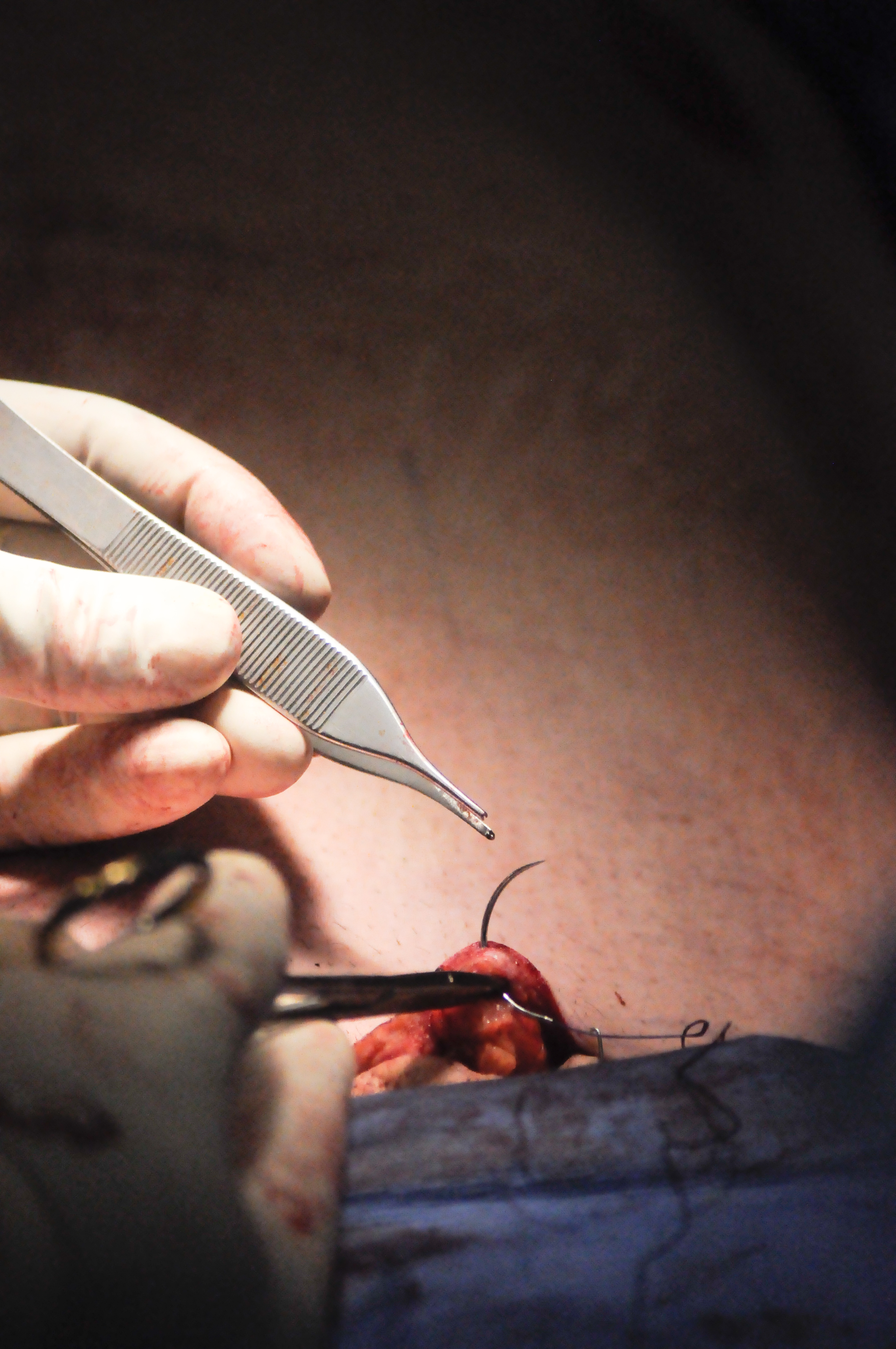
Colocação das suturas finais após um procedimento de abdominoplastia.